# Zadnia Sławkowska Czuba
Zadnia Sławkowska Czuba (słow. Zadný Slavkovský hrb) – pierwszy od północy szczyt w Sławkowskiej Grani o wysokości ok. 2318 m n.p.m. znajdujący się w słowackich Tatrach Wysokich. Od Skrajnej Nowoleśnej Turni oddziela go Sławkowska Przełęcz, a od Skrajnej Sławkowskiej Czuby oddzielony jest siodłem Zadniej Sławkowskiej Ławki. Podobnie jak na inne sąsiadujące obiekty nie prowadzi na ten wierzchołek żaden znakowany szlak turystyczny.
Zadnia Sławkowska Czuba jest rozłożystym, dwuwierzchołkowym szczytem. Jej wierzchołki oddzielone są płytką przełączką.

## Historia
Pierwsze wejścia turystyczne:
- Alfred Martin, 1 czerwca 1905 r. – letnie,
- Władysław Krygowski, 13 marca 1928 r. – zimowe.